# Rosenberg (Ostalb)
Pour les articles homonymes, voir Rosenberg.
Rosenberg est une commune de Bade-Wurtemberg (Allemagne), située dans l'arrondissement d'Ostalb, dans la région de Wurtemberg-de-l'Est, dans le district de Stuttgart.

## Politique
La commune est membre de la communauté des communes (Vereinbarte Verwaltungsgemeinschaft) d'Ellwangen (Jagst).

### Conseil communal
Après les élections du 13 juin 2004 font partie du conseil communal, outre le maire en tant que président, dix membres, sept de FWV et trois de UWV. Les partis politiques ne sont pas représentés dans le conseil communal.

### Jumelages
Depuis 1976 il existe un jumelage avec Montoison en France.

## Personnalités
L'artiste et théologien Sieger Köder (né en 1925) a été plusieurs années prêtre à Rosenberg.

### Fils et filles de la commune
- Karl Stirner (1882–1943), peintre, illustrateur et écrivain
- Otto Rettenmaier (né en 1926 à Holzmühle), chef d'entreprise